# Gordon Johncock

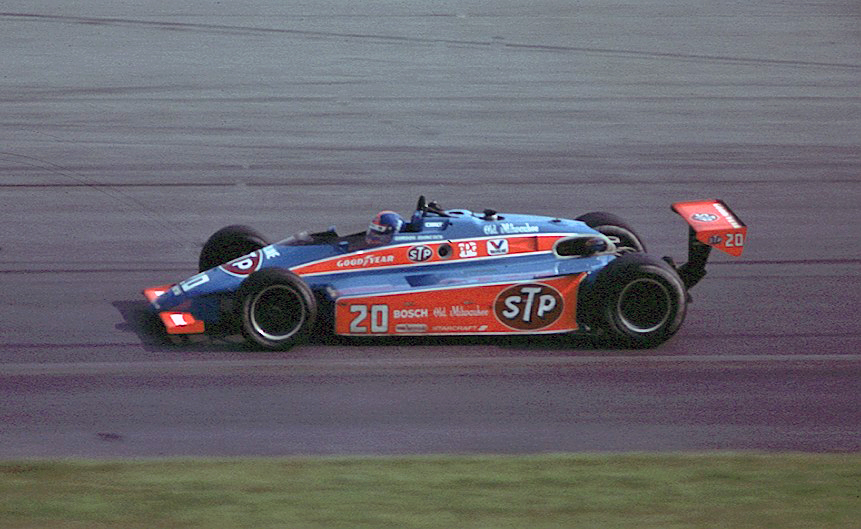
Gordon Johncock

Gordon Johncock (Hastings (Michigan), 5 augustus 1936), is een Amerikaans voormalig autocoureur. Hij won in zijn carrière twee keer de Indianapolis 500.

## Carrière
Johncock reed vanaf 1964 in het Championship Car kampioenschap dat georganiseerd werd door de United States Automobile Club en de voorloper was van het Champ Car kampioenschap dat in 1979 van start ging. Hij won zijn eerste race op de Milwaukee Mile in 1965. In 1973 won hij voor de eerste keer de Indianapolis 500. De race werd door het regenweer over drie dagen gehouden. Na 133 van de 200 geplande ronden werd de race definitief afgevlagd en Johncock, die toen aan de leiding reed werd als overwinnaar uitgeroepen. Zijn teamgenoot Swede Savage maakte een crash tijdens de race en stierf een maand later aan de gevolgen van het ongeluk.
In 1976 won hij het USAC Championship Car kampioenschap. Toen het Champ Car kampioenschap in 1979 voor de eerste keer gehouden werd, won Johncock de allereerste race van het nieuw opgerichte kampioenschap, op de Phoenix International Raceway. In 1982 won hij de Indy 500 voor de tweede en laatste keer. Hij won met 0.16 seconden voorsprong op Rick Mears, dan het kleinste verschil tussen winnaar en tweede ooit tot tien jaar later Al Unser Jr. in 1992 met een nog kleiner verschil won. Beide overwinningen behaalde Johncock in een racewagen van het Patrick Racing team. Hij nam voor de laatste keer deel aan de Indianapolis 500 in 1992, op 55-jarige leeftijd. Hij werd in 1999 opgenomen in de International Motorsports Hall of Fame.

## Resultaten
United States Automobile Club resultaten (aantal gereden races, aantal maal in de top 5 van een race, eindpositie kampioenschap en punten)
| Jaar | Races | 1ste | 2de | 3de | 4de | 5de | Rang | Ptn  |
| ---- | ----- | ---- | --- | --- | --- | --- | ---- | ---- |
| 1964 | 4     | -    | -   | -   | -   | -   | 40   | 60   |
| 1965 | 15    | 1    | -   | 1   | -   | 1   | 5    | 1540 |
| 1966 | 9     | -    | 3   | 1   | 1   | 1   | 3    | 2050 |
| 1967 | 16    | 2    | 2   | 3   | 4   | -   | 4    | 2700 |
| 1968 | 17    | 2    | -   | -   | 1   | 1   | 12   | 1257 |
| 1969 | 16    | 2    | 2   | 1   | 1   | -   | 5    | 2070 |
| 1970 | 10    | -    | -   | 1   | 2   | -   | 7    | 1160 |
| 1971 | 10    | -    | -   | -   | -   | -   | 27   | 225  |
| 1972 | 7     | -    | -   | 1   | -   | -   | 22   | 360  |
| 1973 | 14    | 3    | 1   | -   | -   | 1   | 7    | 2240 |
| 1974 | 13    | 2    | 2   | 2   | 2   | -   | 3    | 3050 |
| 1975 | 12    | 1    | 2   | -   | -   | 1   | 10   | 1280 |
| 1976 | 13    | 2    | 6   | 3   | -   | 1   | 1    | 4240 |
| 1977 | 14    | 2    | 3   | 1   | -   | 1   | 5    | 2830 |
| 1978 | 17    | 2    | -   | 6   | 1   | -   | 3    | 3548 |

Champ Car resultaten (aantal gereden races, aantal maal in de top 5 van een race)
| Jaar | Races | 1ste | 2de | 3de | 4de | 5de | Rang | Ptn  |
| ---- | ----- | ---- | --- | --- | --- | --- | ---- | ---- |
| 1979 | 14    | 2    | 1   | 2   | 3   | 1   | 3    | 2211 |
| 1980 | 11    | -    | 1   | 2   | 1   | 1   | 6    | 1572 |
| 1981 | 11    | -    | 1   | 2   | 2   | 1   | 4    | 142  |
| 1982 | 11    | 2    | 1   | -   | -   | 2   | 4    | 186  |
| 1983 | 5     | 1    | -   | -   | -   | -   | 16   | 20   |
| 1984 | 13    | -    | -   | -   | 1   | -   | 14   | 39   |

- Reed na 1984 nog acht races waarvan vier keer de Indy 500. (geen top 5 finishes)